# Richard Francis Burton

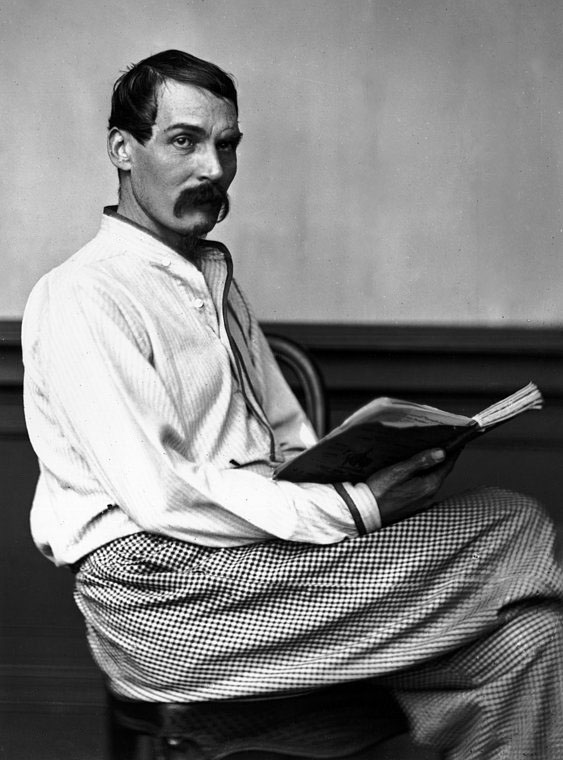
Sir Richard Francis Burton
(1864)

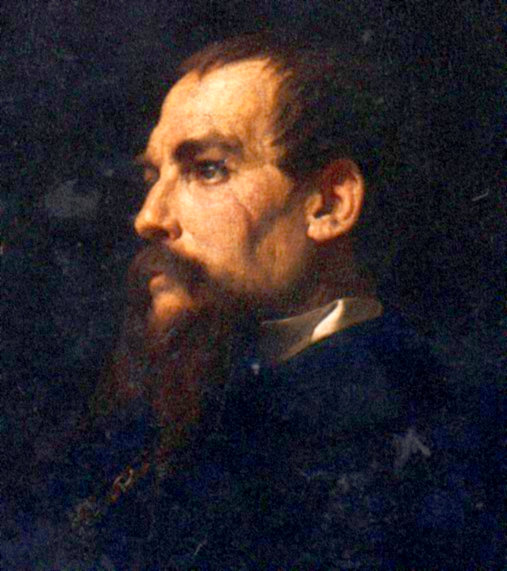
Sir Richard Francis Burton
(ca.1872/75), Frederic Leighton, National Portrait Gallery

Richard Francis Burton (Torquay (Devonshire, Engeland), 19 maart 1821 – Triëst, 19 oktober 1890) was een Brits consul, ontdekkingsreiziger, vertaler en oriëntalist. Hij was bekend, volgens zijn tijdgenoten eerder berucht, om zijn opvliegend karakter en zijn non-conformisme met de victoriaanse moraal.

## Biografie
Hij is gedoopt op 2 september 1821 in de Elstree Kerk in Borehamwood, Hertfordshire. Zijn vader was luitenant-kolonel Joseph Netterville Burton, een Iers-geboren Britse legerofficier. Zijn moeder, Martha Baker, was de erfgename van een rijke landheer uit Hertfordshire, Engeland. Burton had een broer en een zus, Edward Joseph Netterville Burton en Maria Katherine Elizabeth Burton.
Burtons familie reisde aanzienlijk tijdens zijn jeugd. In 1825 verhuisden ze naar Tours, Frankrijk. Burtons vroege onderwijs werd verzorgd door verschillende docenten in dienst van zijn ouders. Burton had een talenknobbel en leerde al vroeg Frans, Italiaans, Napolitaans, en Latijn, evenals verschillende dialecten. Aan het einde van zijn leven sprak hij meer dan 25 talen en dialecten.
Hij vertaalde onder meer Duizend-en-een-nacht (The Arabian Nights in het Engels), de Kamasutra en The Perfumed Garden.
Na zijn opleiding aan de Universiteit van Oxford ging Burton in dienst bij de Britse Oost-Indische Compagnie en reisde in zijn functie als Britse officier in het koloniale leger door heel India. Gedurende zijn zeven dienstjaren leerde hij o.a. Sanskriet en vertaalde de Kamasutra in het Engels.

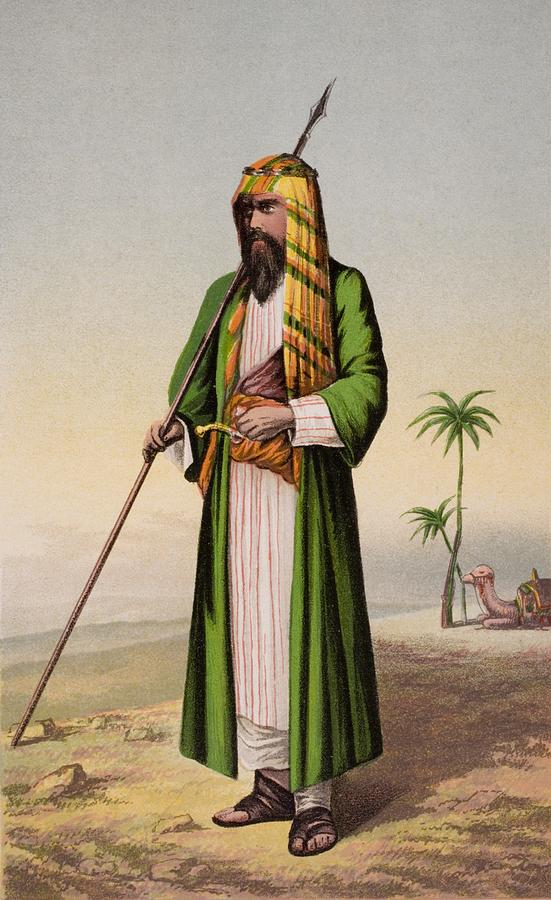
"The Pilgrim", Burton vermomd als "Haji Abdullah"
(1853)

Door zijn grote talenkennis en zijn donkere uiterlijk kon Burton zich, onopvallend voor de autochtone bevolking, invoegen in de voor Europeanen exotische werelden van het Midden-Oosten en India. Zo was hij, als moslim vermomd, een van de eerste westerlingen die Mekka bezocht.

### Reis naar Mekka
Gedreven door zijn liefde voor avontuur kreeg Burton de goedkeuring van de Royal Geographical Society voor een verkenning van het gebied rond Mekka. Hij kreeg toestemming van de raad van bestuur van de Britse Oost-Indische Compagnie om verlof te nemen uit het leger. Zijn zeven jaar in India gaf Burton een vertrouwdheid met de gewoonten en het gedrag van moslims en bereidde zo een hadj voor (bedevaart naar Mekka en Medina). Hij begon deze reis in 1853. Burton had zich zeer goed voorbereid en had zich zelfs laten besnijden. Hoewel Burton zeker niet de eerste Europese niet-moslim was om de Hadj te maken (Ludovico di Varthema deed dit al in 1503), was zijn pelgrimstocht de meest bekende en best gedocumenteerde van de tijd. Burtons tocht naar Mekka was gevaarlijk en zijn karavaan werd aangevallen door bandieten. Uiteindelijk lukte het Burton om Mekka en Medina te bezoeken.

### Afrika
Burton wordt vaak in één adem genoemd met de Engelse ontdekkingsreiziger John Hanning Speke. In 1857 trokken zij vanuit Zanzibar de Oost-Afrikaanse binnenlanden in. Hun doel was om de bronnen van de Nijl te vinden. Een jaar later bereikten zij het Tanganyikameer. Speke ontdekte het Victoriameer. De vriendschap tussen de twee mannen bekoelde o.a. door hun verschil van inzicht over wat nu de bron van de Nijl was.

### Diplomaat

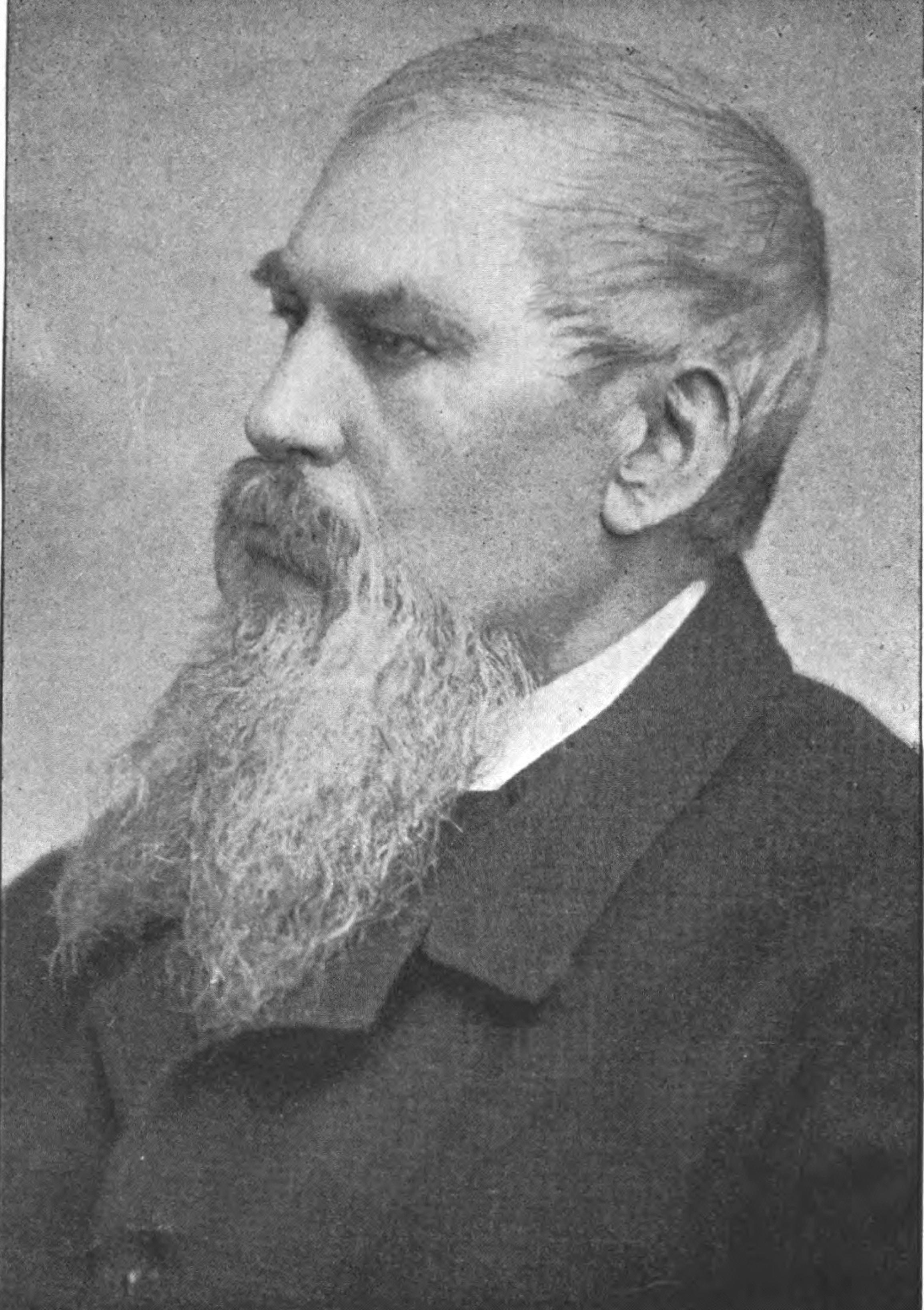
Sir Richard Burton
(1890)

In 1861 werd Burton diplomaat met een consulschap in Fernando Po. Hij diende later eveneens in Santos (Brazilië), Damascus en in Triëst waar hij in 1890 overleed.

## Burton in de literatuur
In het sciencefictionboek Riverworld van Philip José Farmer, dat over een soort hiernamaals gaat, is een van de hoofdpersonen Richard Burton; dit personage is gebaseerd op het leven van Burton, maar maakt heel andere avonturen mee. Andere bekende figuren die in dit boek optreden zijn Hermann Göring en Mark Twain.
De roman De wereldverzamelaar (2006) van de Duitse, in Bulgarije geboren, schrijver, Ilija Trojanow volgt het leven en de reizen van Burton meer waarheidsgetrouw.
- Bibsys: 3007927
- Biblioteca Nacional de Chile: 000293351
- Biblioteca Nacional de España: XX1163477
- Bibliothèque nationale de France: cb11894626v (data)
- Catàleg d'autoritats de noms i títols de Catalunya: 981058517413606706
- CiNii: DA00632933
- Gemeinsame Normdatei: 118517848
- International Standard Name Identifier: 0000 0001 2126 2534
- Library of Congress Control Number: n80057204
- Nationale Bibliotheek van Letland: 000099616
- MusicBrainz: 3099cdb5-f556-4e8b-a1cf-6fc35a61f16d
- Bibliotheek van het Japanse parlement: 00434920
- Nationale Bibliotheek van Tsjechië: jn20000700262
- Nationale bibliotheek van Australië: 35024155
- Nationale Bibliotheek van Israël: 987007259262105171
- Nationale Bibliotheek van Polen: a0000002724475
- Nationale en Universitaire bibliotheek Zagreb: 000093432
- Nederlandse Thesaurus van Auteursnamen: 068458282
- Réseau des bibliothèques de Suisse occidentale: 02-A003060599
- Istituto Centrale per il Catalogo Unico: CFIV102356
- LIBRIS: 43852
- SNAC: w6q81hd2
- Système universitaire de documentation: 026760045
- TDVİA: burton-sir-richard-francis
- Trove: 798035
- Virtual International Authority File: 29832058
- WorldCat: E39PBJxWYdPRx8tgD9VrTFpXVC